# Agustín Payá
Agustín Payá (Barcelona, España, 8 de junio de 1971) es un piloto de automovilismo español.
Ha participado en diversas categorías de automovilismo habiéndose especializado en las de vehículos eléctricos. 
Piloto del Acciona 100x100 EcoPowered 1.er vehículo 100% eléctrico en participar en el Rally Dakar en toda su historia.
Primer campeón oficial de una disciplina del automovilismo en la categoría de vehículos eléctricos ElectroSeries (EcoSeries) año 2012. Revalidando el título de campeón en las temporadas 2013, 2014 y 2015.
Campeón de España de Rallys de Energías Alternativas (cat. coches eléctricos) año 2015. 1.er Ganador de esta disciplina en la categoría reservada a vehículos 100x100 eléctricos.
Récord de Europa de distancia de un vehículos eléctricos establecido en el año 2013.
Cofundador y Director Técnico de Electric GT Holdings. INC Electric GT primer campeonato internacional de coche 100% eléctricos en la categoría GT. En la primera temporada 2017-18 todos los equipos oficiales, utilizarán una versión adaptada para la competición de la berlina Tesla Motors Tesla Model S P100D bajo la denominación deportiva EGT P100D 2.0